# Part Time: The Series - Wai kla fan
Part Time: The Series - Wai kla fan (Part Time The Series วัยกล้าฝัน) è una serie televisiva thailandese trasmessa su Channel 9 MCOT HD dal 13 marzo al 16 luglio 2016.

## Trama
La storia si concentra su studenti dell'università che devono trovare dei lavori part-time per finanziare le loro vite.

## Personaggi e interpreti

### Principali
- Mong, interpretato da Anupart Luangsodsai "Ngern".
- Hall, interpretato da Warodom Khemmonta "Kim".
- White, interpretata da Ramida Jiranorraphat "Jane".
- Jin, interpretato da Premanan Sripanich "Fifa".
- Ti, interpretato da Wongsapat Tangniyom "Zo".
- Ter, interpretato da Vittawat Tichawanich "Palm".
- Nich, interpretata da Kulkamol Nopa.
- Melon, interpretata da Nalinee Chairungroj "Best".
- Jod, interpretato da Chaiya Jirapirom "Kai".

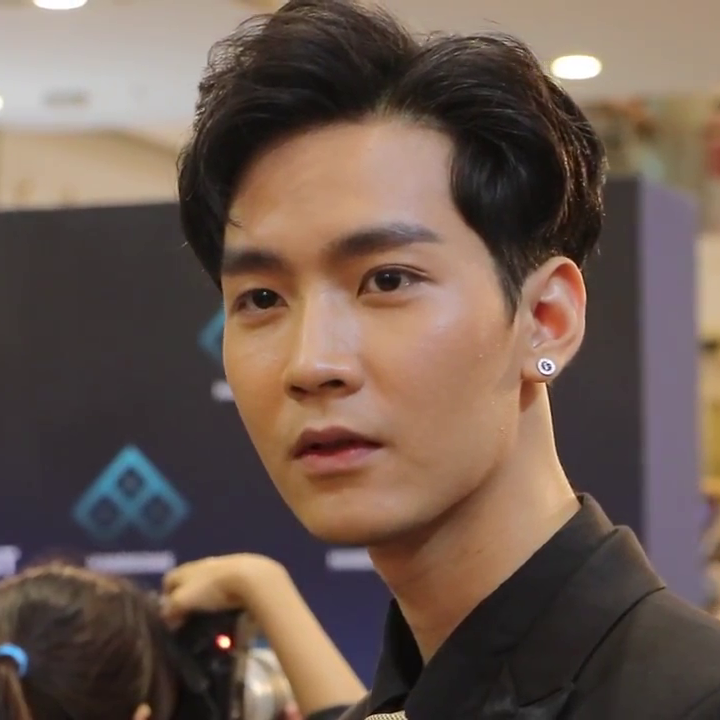
Warodom Khemmonta
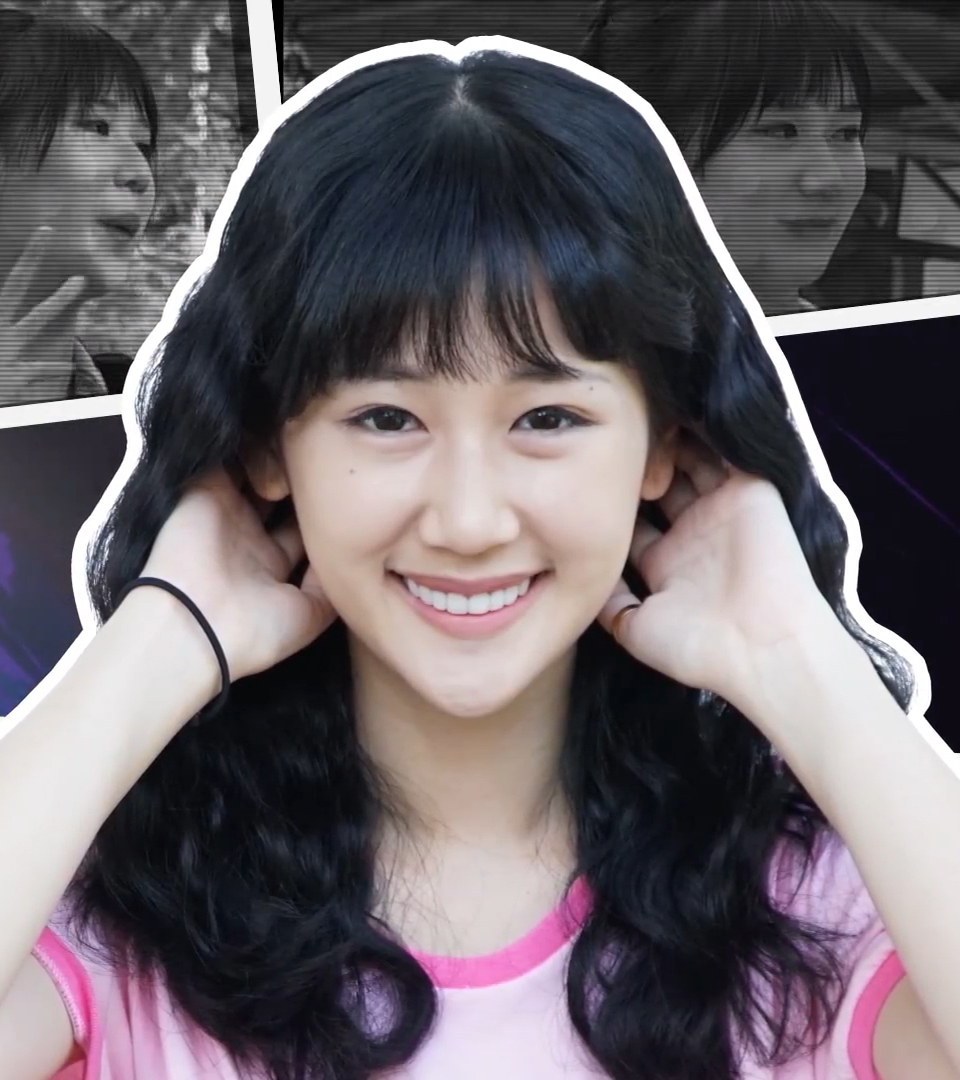
Ramida Jiranorraphat
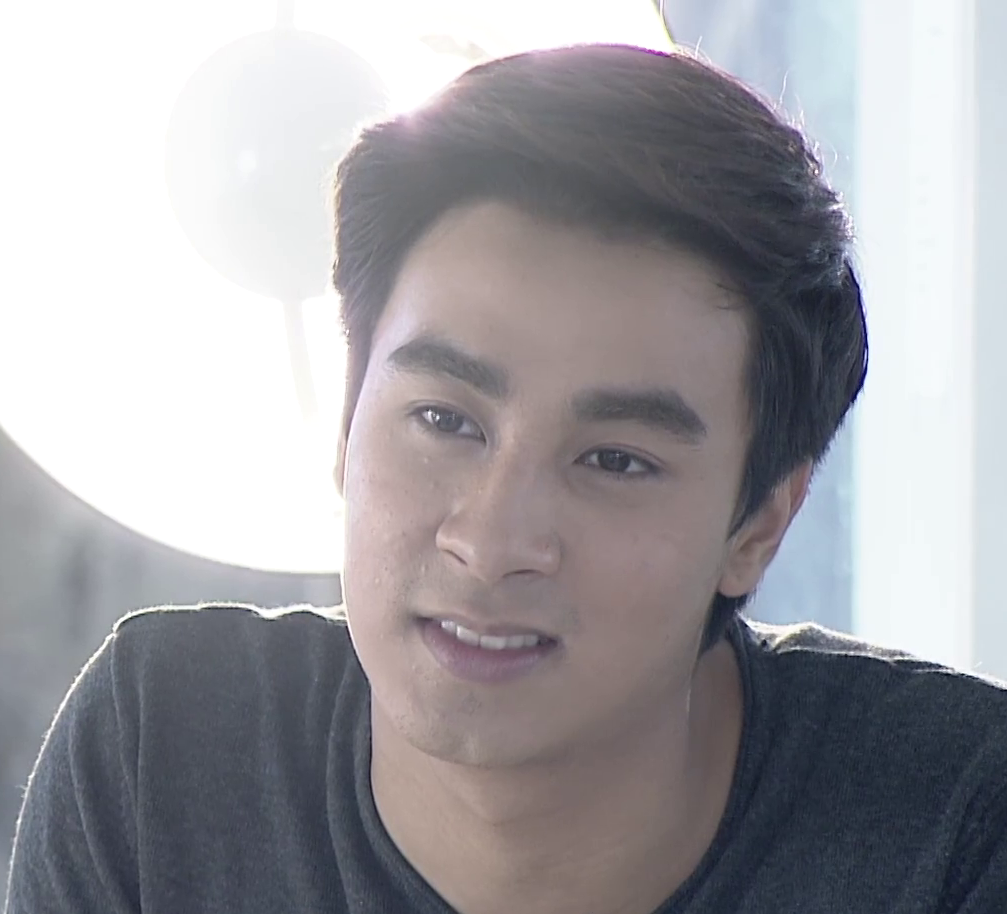
Premanan Sripanich

### Ricorrenti
- P, interpretato da Tosatid Darnkhuntod "Ten".
- X, interpretato da Ngeonkham Kirati "Bombbam".
- View, interpretato da Theewara Panyatara "Bank".
- Q, interpretato da Warakom Romchatmongkol "Chain".
- Ohm, interpretata da Sudjaporn Wongtrakulyon.
- Tong, interpretato da Oumjaroem Chatchawal.
- Tee, interpretato da Thanapon Jarujitranon "Tee".

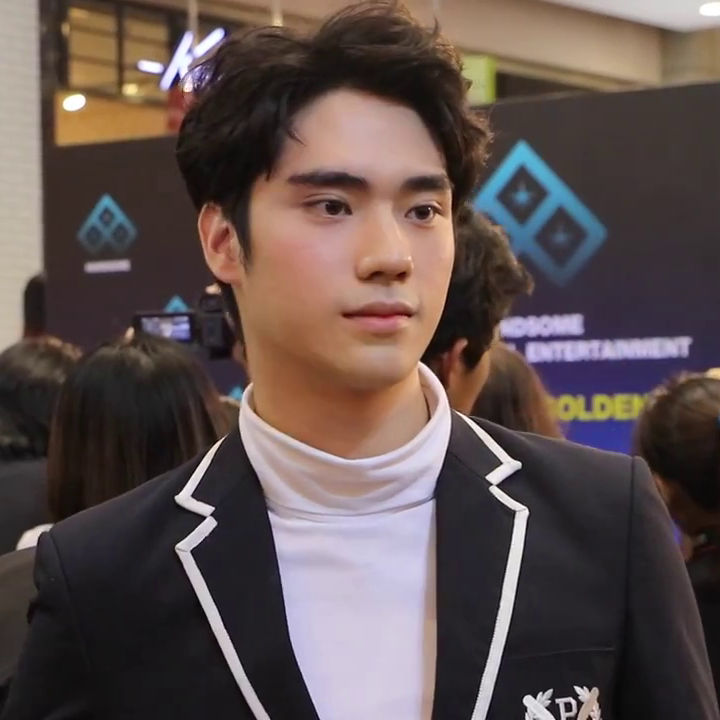
Thanapon Jarujitranon

## Episodi
| Stagione       | Episodi | Prima TV |
| -------------- | ------- | -------- |
| Prima stagione | 28      | 2016     |